# ピン群
特殊直交群 SO(n) が二重被覆としてスピノル群 Spin(n) を持つ様に、
直交群 O(n) は 2 つの同型でない被覆群 Pin+(n) と Pin−(n) を有する。
この両者は、ピン群（ピンぐん、英：Pin group）と呼ばれる。
（この名前は、セールの「spin が SO(n) に対応するように、pin は O(n) に対応する」という「冗談」に由来する。）
この様な奇妙な状況は、O(n) が（SO(n) と異なり）連結でないことによる
（その 2 つの連結成分は、行列式がそれぞれ +1 と −1 の行列の集合である）。
O(n) と SO(n) では、2π の回転は恒等写像だが、
ピン群では、Spin(n)　と同様、4π の回転が恒等写像になるものの、
2π の回転では恒等写像にならない。
Pin+(n) においては、折り返しを 2 度繰り返すと、恒等写像になる。
Pin−(n) においては、折り返しを 2 度繰り返すと、2π の回転になる。
p ≠ q のとき、Spin(p,q) には 8 個もの異なる二重被覆がある。
このうち 2 つのみがピン群として取り上げられるが、これはクリフォード多元環を表現とすることができることに由来する。
これらは夫々、Pin(p,q)、 Pin(q,p) と呼ばれる。